# 한국쌀연구회
한국쌀연구회는 미곡의 생산·가공·유통, 소비정책에 관한 연구와 정책개발 목적으로 1996년 10월 14일 설립된 대한민국 농림수산식품부 소관의 사단법인이다. 사무실은 경기도 수원시 권선구 서둔동 209에 있다.

## 주요 사업
- 쌀에 관한 연구, 발표회, 연찬회 등의 개최 및 정보교환
- 연구회지 및 소식지의 정기발행
- 쌀에 관한 홍보 및 정책건의
- 기타 본회의 발전에 필요한 사업